# 권지영
권지영 대한민국의 유튜버,멀티아티스트이다. 권지영은 클래식 바이올린을 전공했고 작곡,작사,편곡,미디,프로듀싱,바이올린,기타,보컬,랩을 종횡무진한다. 음악강사로 20년,바이올린 연주자로서 오케스트라 2년,인디밴드 멤버로 10년간 활동하다가 2015년 9월에 웃음과 위로를 주는 싱어송라이터로 전향했다.
바이올린멤버로 참여한 밴드음반이 2015년 대중음악상을 받았다.
솔로가수로 출연한'슈퍼스타K2016'에서 조회수 600만뷰를 기록하며 이슈가 되어 준결승전의 초대가수로 섭외가 들어 왔으나 지방공연의 선약을 지키기 위해 방송출연은 고사했다고 한다.
사회적 약자에게 도움이 되는 사람이 되고 싶다는 권지영은 성악,판소리,방송댄스,아프리카댄스,힙합댄스,기타연주,연극,영상편집,뮤비제작,스피치 등에 도전한 업글인간이다.
현재 유튜브'권지영kjy'와 멀티아티스트로 활동하고 있다.

## 학력
- 효성여자대학교 음대 관현악과 바이올린(졸업)

## 수상목록
- 2015년 한국대중음악상 최우수록음반상 단편선과 선원들
- 2024년 전국노래자랑 서울특별시 동작구편 인기상

## 경력
- 전 '서울팝스오케스트라' 단원
- 전 '오르겔탄츠' '모니' '투스토리단편선과 선원들' (한국 대중음악상 수상)

- 2002년 김목경 4집 앨범 바이올린 세션(대표곡:부르지마)
- 2005년 오르겔탄츠바이올린 멤버로 활동시작
- 2008년 오르겔탄츠(Orgeltanz) 1집 "요람에서 무덤까지 " 발매
- 2009년 MBC  <음악여행 라라라> 출연(오르겔탄츠)
- 2012년 투스토리 "EP" 앨범 발매
- 2014년 디지털 싱글 " 조아 " 발매
- 2014년 디지털 싱글 4곡 "롸잇나우 " 발매
- 2014년 단편선과 선원들 1집 "동물" 발매
- 2015년 KBS2 <가요무대> 출연  (투스토리)
- 2015년 전국 오월 창작 가요제 장려상(투스토리)
- 2015년 한국대중음악상 최우수록음반 (단편선과 선원들1집)
- 2015년 KBS2 <탑밴드3> 예선전 자작곡 "롸잇나우"로 방송출연
- 2016년 디지털 싱글 "깔보지마"   / "나는 못생기지 않았어요" 발매
- 2016년 M.net <슈퍼스타K 2016>  자작곡 "깔보지마"로 방송출연
- 2017년 디지털 싱글 2곡 "나쁜기억은쓰레기통에 "   , "깔통령" 발매
- 2018년 디지털 싱글 '세상에 좋은 사람은 없다' 발매
- 2018년 MBC TV <창작의신> 예선  자작곡 '나는 못생기지 않았어요' ,  '나쁜 기억은 쓰레기통에'로 방송 출연
- 2019년 디지털 싱글 '싱숭생숭' 발매
- 2020년 디지털 싱글 '까불지마' 발매 (음악실연자협회 제작지원)
- 2021년 <위대한유산> TV 출연
- 2021년 서울 365거리공연단 활동
- 2021년 디지털 싱글 '돌려줘 내돈' 발매
- 2022년 <진격의 할매> TV 출연
- 2022년 스피치 자격증 취득
- 2022년 서울 구석구석 라이브 활동
- 2022년 디지털 싱글 ‘아파아파 (부제:너무 아픈 이별은 이별이 아니었음을)’ 발매
- 2024년 kbs 전국노래자랑 서울특별시 동작구편 출연 인기상 수상
- 2024년 서울특별시 동작구 홍보대사단 선정
- 2025년 서울특별시 동작구 홍보대사단 재위촉
- 2025년 서울시 동작 효도콜 콘서트 출연(노사연,박현빈,태진아 출연)

## TV 출연
- 1.EBS  <스페이스 공감>
- 2.Mnet 윤도현의 <Must>
- 3.MBC 김창완   <음악 여행 라라라>
- 4.BBS 소찬휘의  <풍경>
- 5.광주 MBC <난장>
- 6.KBS1  <7080 콘서트>
- 7.KBS1 <가요 무대>
- 8.KBS2  <탑밴드 시즌3>
- 9.아리랑 TV  다큐
- 10.Mnet <슈퍼스타K 2016>
- 11. DJ래피의  <깁미더머니>
- 12.MBC  <창작의 신>
- 13.채널S <진격의 할매> 출연
- 14.kbs1 <전국노래자랑> 출연

## 앨범 세션
- 1.투스토리 EP & 1집
- 2.김태춘 크리스마스 앨범
- 3.빅베이비드라이버 2집
- 4.아미 EP
- 5.폰부스 3집
- 6.김목경 4집

## 공연 세션
- 1.야야
- 2.플라스틱피플
- 3.페이지
- 4.정경화
- 5.최성원
- 6.게으른오후
- 7.서예린

## 페스티벌
- 1.펜타포트 락페스티벌
- 2.그랜드 민트 페스티벌
- 3.그린 플러그드 페스티벌
- 4.사운드홀릭 페스티벌
- 5.프린지 페스티벌
- 6.한강 월드 리듬 페스티벌
- 7.전주 세계 소리 축제
- 8.와우북 페스티벌
- 9.북촌 뮤직 페스티벌
- 10.하이서울페스티벌
- 11.잔다리 페스타
- 12.한강 걷자 페스티벌
- 13.화성 뱃놀이 축제
- 14.고양 꽃박람회 축제
- 15.부여 백제 문화제
- 16.오산 야맥 축제
- 17.노들섬 문화가 흐르는 예술마당
- 18.책 읽는 서울 광장
- 19.여의도 서울 안전한 마당
- 20.한강 페스티벌
- 21.잠수교 뚜벅뚜벅 축제

## 라디오출연
- 1.BBS 세계음악여행
- 2.KBS 요조 진행
- 3.마포 FM 사라 플라이 진행
- 4.마포 FM 정밀아 진행
- 5.마포 FM 김도연 진행
- 6.팟캐스트 신승은 진행
- 7.경인 방송 성우진 진행
- 8.TBS 이승열 진행
- 9.창원 MBC 라디오
- 10.춘천 MBC 라디오
- 11.마포FM '이우람의 음악꺼리'
- 12.팟캐스트 '열린 회전문'
- 13.경남 MBC '골든 디스크'

## 그외
- 영화  《걸스카우트》 출연 및 영화음악 참여

- 예술의 전당,세종문화회관,청와대 공연

- SBS 드라마  《장미의 눈물》 출연

- 매거진: 보그,하퍼스바자,데이즈드 컴퓨즈드,엘로퀀스,IZE,프라우드,블링,스매슁,갈피

- News : 경남신문,문화뉴스,경기일보,티브이데일리,뉴스핌,스타뉴스,스포츠투데이

- 온스테이지,오프스테이지,오프더레코드 촬영